# 飯入根
飯入根（いいいりね、生没年不詳）は『日本書紀』等に伝わる古墳時代の地方豪族。『古事記』には彼に関する記載は存在せず、出雲建が倭建命によって同様の行為で倒された、と伝えている。

## 概要
『日本書紀』巻第五によると、飯入根は崇神天皇の「皇命（おおみこと）」により兄の出雲振根（いずも の ふるね）の不在中に、「出雲大神（熊野神または杵築神）の宮」に収めてあった「武日照命（たけひなてるのみこと）の天（あめ）より将（も）ち来（きた）れる神宝（かむたから）」を大和政権の使者である武諸隅（たけもろすみ)に渡してしまった。このことで振根は立腹し、弟を責めたという。彼の忿怒は年月を経ても収まることはなく、水浴びをすると弟を騙し、弟の大刀を自分が作成した木刀にすり替え、結果、弟は兄に殺害された。
飯入根の弟の甘美韓日狭（うましからひさ）と息子の鸕濡渟（うかずくぬ）は神宝授与にも携わっており、「朝廷（みかど）に参向（もう）でて、曲（つばひらか）に其の状（かたち）を奏（もう）す」（朝廷に参上して、つまびらかにその時の状況を報告した）。その結果、振根は天皇の遣わした将軍、吉備津彦（きびつひこ）と武渟川別（たけぬなかわけ）によって誅殺されてしまった。
以上のような事情で、出雲臣ではしばらく出雲大神を祭らぬ状態が続いた、という。

## 考証
この物語は『古事記』の出雲建の物語と酷似しており、具体的な歴史事実が芸能化・物語化されたもので、抽象化されて語られている。出雲勢力の大和王権への服属儀礼を記したものであり、模擬戦闘を描写したものでもあるとする説を辰巳和弘は述べている。